# 弱長尾鱈
弱長尾鱈，為輻鰭魚綱鱈形目鼠尾鱈科的其中一種。分布於東太平洋區的加拉巴哥群島及哥倫比亞Malpelo島海域，屬深海底棲性魚類，棲息深度在1330-3366公尺，體長可達20公分，生活習性不明。